# Фаїз Ахмад Фаїз
Фаї́з Ахма́д Фаї́з (урду فیض احمد فیض) (13 лютого 1911 — 20 листопада 1984) — пакистанський поет і діяч революційного руху в Пакистані. Писав мовою урду, а також пенджабською мовою. Один з найвідоміших поетів Пакистану мовою урду. Був прихильником Комуністичної партії Пакистану і суфізму. Був номінований на Нобелівську премію.

## Біографія
Фаїз Ахмад Фаїз народився 13 лютого 1911 року у невеличкому селі Кала-Кадер провінції Пенджаб Британської Індії (тепер село Фаїз-Нагар району Сілкот штату Пенджаб, на сході Пакистану), населення якого складалося з селян народу джат.
Його батьки були заможними землевласниками. Мати — Султан Фатіма. Батько — Султан Мухаммад Хан — був адвокатом і членом літературного гуртка, до складу якого входив також Мухаммад Ікбал, майбутній національний поет Пакистану і так само уродженець Сіалкоту. Батько написав біографію афганського еміра Абдуррахмана. Він помер у 1913 році, коли Фаїзу було 2 роки.
Після навчання у середній школі в місті Сіалкот, Фаїз Ахмад Фаїз вступив до Вищої школи шотландської місії, розташованої в цьому ж місті, де вивчав мову урду, перську і арабську мови. Він навчався також в Урядовому коледжі та Східному коледжі у Лахорі, після завершення навчання у яких одержав ступені магістру з англійської та арабської мов. З 1935 року працював вчителем — спочатку у коледжі в місті Амрітсар (Індія), а потім — у Комерційному коледжі у Лахорі.
У 1942 році, під час Другої світової війни, він покинув викладання щоб приєднатися до британської індійської армії, в якій він отримав медаль Британської імперії. Після розділу Індії в 1947 році, Фаїз пішов з армії і став редактором газети пакистанських соціалістів «The Pakistan Times», що виходила англійською мовою.
9 березня 1951 року Фаїз разом з групою армійських офіцерів був заарештований відповідно до Закону про безпеку, і звинувачений в спробі державного перевороту, який став відомий як Заколот у Равалпінді і був організований за участі СРСР. Він був засуджений до страти і провів чотири роки у в'язниці.
В уряді Зульфікара Алі Бхутто Фаїз був призначений до Національної ради мистецтв.
В 1962 рік у йому було присвоєно Міжнародна Ленінська премія «За зміцнення миру між народами».
У 1964 році Фаїз оселився в Карачі і був призначений директором коледжу Абдулли Харун, а також працював редактором і автором кількох відомих журналів і газет. Він працював на громадських засадах у Департаменті інформації під час війни 1965 року між Індією і Пакистаном, і написав вірші обурення з приводу кровопролиття між Пакистаном та Індією. Однак, коли Бхутто був повалений Зія уль-Хаком, Фаїз був змушений покинути країну і переїхав до Лівану, жив у Бейруті. Там він редагував журнал «Лотос» і продовжував писати вірші мовою урду. Він жив за кордоном до 1982 року.
Відома співачка Ікбал Бано на концерті в Лахорі, «коли країна була на піку репресій» в роки диктатури Мухаммеда Зія-уль-Хака, у знак протесту військової диктатури виконала пісню «Ми зустрінемо день» на вірш Фаїза Ахмада Фаїза, який сам перебував у в'язниці, а його роботи були заборонені. П'ятдесят тисяч глядачів підхопили приспів «Inqilab Zindabad!» (Хай живе революція!).
Фаїз Ахмад Фаїз помер в Лахорі в 1984 році, незабаром після отримання номінації на Нобелівську премію.
Незадовго до своєї смерті був номінований на  Нобелівську премію.

## Сім'я
Був одружений з британською експатріанткою, членом Компартії, Еліс Джордж (англ. Alys Faiz) з якою у нього було дві дочки.

## Творчість
Ранні вірші Фаїза являли собою звичайну безтурботну лірику про любов і красу, але згодом його творчість почала розширюватися в політику.

## Українські переклади
- Фаїз Ахмад Фаїз. [Поезії] / Укр. пер. Віталія Коротича // Всесвіт. — 1979. — № 6. — С. 80-81.